# Monte Santa Maria Tiberina
Monte Santa Maria Tiberina ist eine italienische Gemeinde (comune) mit 1084 Einwohnern (Stand 31. Dezember 2023) in der Provinz Perugia in Umbrien.

## Geografie
Die Gemeinde liegt etwa 40,5 Kilometer südsüdöstlich der Provinz- und Regionalhauptstadt Perugia und grenzt unmittelbar an die Provinz Arezzo (Toskana). Sie liegt in der klimatischen Einordnung italienischer Gemeinden in der Zone E, 2 487 GG und im Weinbaugebiet der Colli Altotiberini. Der Ort gehört zum Tibertal (Alta Valle del Tevere und Valtiberina genannt), liegt aber nicht direkt am Fluss, und ist Teil der Comunità montana Alta Umbria.
Zu den Ortsteilen gehören Gioiello (326 Höhenmeter), Lippiano (401 Höhenmeter) und Marcignano (401 Höhenmeter).
Die Nachbargemeinden sind Arezzo (AR), Città di Castello und Monterchi (AR).

## Geschichte
Der heutige Ort entstand im 11. Jahrhundert durch die Marchesi del Monte Santa Maria auf einer älteren Siedlung. Eine erste Befestigungsanlage wurde 1198 in einem Konflikt mit Papst Innozenz III. zerstört, wurde aber in den folgenden Jahren wieder aufgebaut. 1815 gliederte Ferdinand III. den Ort in sein Herzogtum ein. Bis 1927 war die Gemeinde Teil der Provinz Arezzo.

## Sehenswürdigkeiten
- Castello di Lippiano im Ortsteil Lippiano, bereits 1195 erwähnte Burg.[6]
- Palazzo Bourbon del Monte, einst Teil der Rocca (Befestigungsanlage) und Familiensitz der del Monte, beheimatet heute das Museum Museo del Marchesato Imperiale.[7]
- Palazzo Boncompagni Ludovisi (auch Castello genannt), ebenfalls einst Teil der Rocca.[8]
- Parrochiale di Santa Maria, enthält die Cappella della famiglia dei Bourbon del Monte mit dem Familiengrab der del Monte[9] in der Krypta[10].